# Спеллман, Малкольм
Ма́лкольм Спе́ллман (англ. Malcolm Spellman; США) — американский сценарист и продюсер. Наиболее известен своей работой над телесериалами «Империя» (2015), «Сокол и Зимний солдат» (2021) и фильмом «Капитан Америка: Новый мир» (2025).

## Карьера
В марте 2010 года Спеллман начал свою карьеру с написания сценария к фильму «Семейная свадьба» (2010). В феврале 2015 года Спеллман начал писать для телевидения, написав сценарии для нескольких эпизодов телесериала «Империя» (2015). В октябре 2015 года Спеллман и Карлито Родригес были наняты компанией Warner Bros. для написания сценария биографического фильма о Сильвии Робинсон. В октябре 2018 года было объявлено, что Warner Bros. все еще работает над фильмом, а Трейси Оливер присоединилась к Спеллману и Родригесу в завершении сценария. В июле 2017 года Спеллман продюсировал сериал для HBO «Конфедерация».
В декабре 2019 года он работал продюсером сериала для стримингового сервиса Apple TV+  над сериалом «Сказать правду» (2019). В феврале 2021 года Спеллман работал исполнительным продюсером сериала телеканала FX  «Хип-хоп без покрытия» (2021). В марте 2021 года он получил известность, выступая в качестве шоураннера в сериале для Disney+ «Сокол и Зимний солдат» (2021), действие которого происходит в медиафраншизе «Кинематографическая вселенная Marvel» (КВМ). В декабре 2021 года он работал сценаристом и исполнительным продюсером возрожденного сериала «Бель-Эйр» (2022). Спеллман стал соавтором сценария фильма «Капитан Америка: Новый мир» (2025) в КВМ вместе с Даланом Муссоном.

## Фильмография
| Год          | Название                   | Известен как | Известен как            | Комментарии |
| Год          | Название                   | Сценарист    | Продюсер                | Комментарии |
| ------------ | -------------------------- | ------------ | ----------------------- | --- |
| 2010         | Семейная свадьба           | Да           | Нет                     | |
| 2015 — 2017  | Империя                    | Да           | Да                      | Эпизоды: «Опасные связи», «Мои плохие черты», «Больше, чем родня», «Свет во тьме», «Что мы можем быть», «Играть», и «Отсутствующий ребёнок» |
| 2019 — 2020  | Сказать правду             | Нет          | Да                      | |
| 2021         | Hip Hop Uncovered          | Нет          | Executive               | |
| 2021         | Сокол и Зимний солдат      | Да           | Исполнительный директор | Эпизоды: «Новый мировой порядок» и «Один мир, один народ»                                                                                   |
| 2022 — н. в. | Бель-Эйр                   | Да           | Executive               | Эпизод: «Dreams and Nightmares» |
| 2025         | Капитан Америка: Новый мир | Да           | Нет                     | |